# بورووو (استان بلاگووگراد)
بورووو (به بلغاری: Borovo) یک منطقهٔ مسکونی در بلغارستان است که در شهرستان گوتسه دلچو واقع شده‌است. بورووو ۱۰٫۳۴۸ کیلومتر مربع مساحت و ۱٬۰۵۸ نفر جمعیت دارد و ۵۰۷ متر بالاتر از سطح دریا واقع شده‌است.